# Liste der Monuments historiques in Asnois (Vienne)
Die Liste der Monuments historiques in Asnois (Vienne) führt die Monuments historiques in der französischen Gemeinde Asnois auf.

## Liste der Bauwerke
| Bezeichnung                         | Beschreibung              | Standort | Kennzeichnung | Schutzstatus | Datum | Bild |
| ----------------------------------- | ------------------------- | -------- | ------------- | ------------ | ----- | ---- |
| Taubenhaus des Schlosses Beauregard | Erbaut im 16. Jahrhundert | (Lage)   | PA00105340    | Inscrit      | 1987  |      |